# Haandværkerforeningens Jubilæumsuge i Varde 1926
Haandværkerforeningens Jubilæumsuge i Varde 1926 er en dansk dokumentarisk optagelse fra 1926.

## Handling
På blomstersmykkede og fantasifuldt dekorerede hestetrukne vogne og automobiler kører Vardes håndværkerlaug gennem byen i et festligt optog. Blandt de mange køretøjer ses bl.a. slagtere, bagere, gartnere, tømrere, snedkere, automobilforhandlere, murere, skomagere, bogbindere og skræddere. Festlighederne fortsætter med folkedans.